# Emil Nesler
Emil Nesler (* 12. März 1894 in Bludenz; † 9. August 1981 ebenda) war ein österreichischer Politiker (SPÖ) und Schlossermeister. Nesler war im Jahr 1945 für die SPÖ Mitglied des Vorarlberger Landesausschusses und in diesem mit dem Arbeits-Ressort betraut.

## Leben und Wirken
Emil Nesler wurde am 12. März 1894 als Sohn des Bahnbediensteten Michael Nesler und dessen Ehefrau Paulina in der Vorarlberger Bezirkshauptstadt Bludenz geboren. Nach dem Besuch von Volks- und Bürgerschule in seiner Heimatstadt absolvierte er in den Jahren 1908 bis 1911 eine Lehre als Schlosser. Von 1915 bis 1917 versah Nesler Kriegsdienst im Ersten Weltkrieg, ehe er 1917 als Kriegsinvalide aus dem Militär entlassen wurde. Bereits im Jahr 1922 wurde Emil Nesler erstmals als Kammerrat in der Vorarlberger Kammer für Arbeiter und Angestellte gewählt. Ebenfalls war er zu dieser Zeit Funktionär in der Freien Gewerkschaft. Beides blieb er bis zum Jahr 1926, in dem er gemeinsam mit seinem Bruder einen eigenen Schlossereibetrieb eröffnete. Am 20. Juni 1927 heiratete er die gebürtige Linzerin Maria Jungbauer.
Während der Zeit der NS-Diktatur in Österreich betätigte sich Emil Nesler aktiv in der Österreichischen demokratischen Widerstandsbewegung und war im Zuge dessen auch am „Sturm auf die Kreisleitung“ der NSDAP in Bludenz am 3. Mai 1945 beteiligt. Außerdem war er Mitglied des Viererkomitees der Österreichischen demokratischen Bewegung in Bludenz als Vertreter der SPÖ. In der Folge wurde er vom späteren Landeshauptmann Ulrich Ilg als SPÖ-Mitglied in den provisorischen Vorarlberger Landesausschuß, den von der französischen Besatzungsmacht erlaubten Vorgänger der späteren Landesregierung, berufen. Im Landesausschuss kamen ihm nach der Angelobung am 24. Mai 1945 bis zum Übergang zu einer ordentlichen Landesregierung am 10. Dezember desselben Jahres die Angelegenheiten des Ressorts Arbeit zu.
In den Jahren 1947 bis 1957 war Nesler in weiterer Folge gewählter Kammerrat der Sektion Gewerbe in der Vorarlberger Handelskammer. Im Jahr 1957 wurde ihm zudem der Berufstitel Kommerzialrat verliehen. Ab 1959 war er Inhaber der Firma Emil Nesler & Co.